# Seaford (Delaware)
Seaford è una città degli Stati Uniti situata nella Contea di Sussex nel Delaware, lungo le sponde del fiume Nanticoke. Secondo i dati del 2000 del Census Bureau, la popolazione della città era di 6.997 abitanti. Seaford è sede dell'area micropolitana omonima, che include l'intera contea.
È la città più popolosa della propria contea, ed è stata eletta come 28ª più bella piccola città degli Stati Uniti (Best Small Town in America).. Seaford ospita la squadra della Eastern Shore Baseball League dei Seaford Eagles.

## Storia

### Arrivo degli europei
Il primo europeo a visitare la zona fu nel 1608 il capitano John Smith, durante un'esplorazione della Chesapeake Bay e dei suoi tributari. Non si sa se Smith abbia scoperto la zona già nel primo viaggio, ma restano le prove che comunque sia passato per il territorio dell'attuale Seaford. Vi furono contrasti riguardo alla fondazione della colonia contro la tribù locale dei Nanticoke. Una volta conclusa la lotta si poté occupare la regione.

### Primo insediamento
Allora tutte le colonie dell'ovest del Delaware rientravano nella giurisdizione del Maryland e Seaford non era un'eccezione. Come altri paesi, Bridgeville, Greenwood, Middleford, Seaford era inclusa nella Contea di Dorchester. Invece Blades, Laurel e Concord si trovavano nella Contea di Somerset. La maggioranza dei coloni di queste terre provenivano da Inghilterra, Irlanda, Galles e Scozia.
Un importante evento nella vita di allora fu il trattato cosiddetto "Martin's Hundred". Questo territorio di 7 km² compreso fra il fiume Nanticoke e Herring Creek fu ceduto a Jeremiah Jadwin della Virginia il 22 gennaio 1672. Nonostante l'espansione del territorio e dell'industria, il fiume rimaneva la principale via commerciale. Solo verso il 1720 cominciarono a comparire le prime strade. L'industria di allora si basava sull'agricoltura, in modo particolare sulla produzione del tabacco, e il sistema utilizzato era quello a piantagione. Oltre al lavoro nei campi, restava importante anche l'attività siderurgica.

### L'arrivo di DuPont
Nel 1939, il gigante industriale della DuPont acquisì un appezzamento di terra presso Seaford, per costruirvi un impianto di produzione del nylon. Con un investimento di $8,5 milioni di dollari (e 1.400 posti di lavoro creati), la svolta venne da tutti celebrata come un evento positivo. L'impianto di Seaford entrò in produzione ufficialmente il 12 dicembre 1939, e il primo filato prodotto è stato conservato all'interno dello Smithsonian Institution di Washington. Nel momento di massimo splendore, a cavallo fra gli anni sessanta e i settanta, l'impianto arrivò a dar lavoro a 4.600 operai. Nel 2004 questo numero è crollato fino a sole 650 unità. Dupont abbandonò direttamente le attività riguardanti il nylon (insieme alla Lycra e ad altre produzioni come il Teflon) e le cedette a una sua controllata, la Invista. Tale ditta fu poi venduta alla Koch Industries, Inc. per $4,2 miliardi il 30 aprile 2004.

### Oggi
Ancora oggi Seaford sta migliorando la propria condizione economica, con una maggiore prosperità fra i suoi cittadini. La Downtown Seaford Association è un'associazione formata dai commercianti del centro cittadino che si occupa di aiutare la comunità, anche attraverso feste e parate. Seaford è fornita di tutti i servizi primari e nel 2005 è stata inserita fra le 100 città degli Stati Uniti migliori per viverci. Può contare su oltre 500 negozi ed attività commerciali, un rispettabile governo cittadino, vari tipi di quartiere residenziale, un ospedale moderno e altre cliniche, scuole, chiese, centri di ricreazione per giovani e adulti e servizi di volontariato.

## Geografia fisica

### Territorio
Secondo lo United States Census Bureau, la città si estende per una superficie di 9,1 km², dei quali 9 km² sono occupati da terre, mentre 0,1 km² è occupato dalle acque, ossia l'1,14% del territorio.

### Clima
Situata nella pianura costiera dell'Atlantico, Seaford risente delle correnti provenienti dall'oceano. Seaford ha un clima subtropicale con calde e umide estati e inverni miti. Nel mese di luglio come temperatura massima si raggiungono i 30,6 °C, mentre come minima i 18,3 °C; in gennaio invece la temperatura massima media è di 6,7 °C, con una minima che tocca i -3,9 °C Il mese con più precipitazioni piovose è agosto, con 142 mm di pioggia, mentre febbraio è il mese meno piovoso, con soli 80,5 mm di precipitazioni.
La temperatura più alta mai registrata a Seaford è stata di 38,9 °C il 31 luglio del 1954, mentre la temperatura minima è stata di -25,0 °C, toccati il 28 gennaio 1987..

## Società

### Evoluzione demografica
Secondo il censimento del 2000, a Seaford vivevano 6.699 persone, divise in 1.664 famiglie. La densità di popolazione era di 743,2 ab/km². Nel territorio comunale sorgevano 2.809 edifici abitativi. Dal punto di vista etnico il 64,04% della popolazione era bianca, il 30,02% era afroamericana, lo 0,37% era nativa e l'1,49% era asiatica. Il restante 4,07% della popolazione appartiene ad altre razze, o a più di una.
Per quanto riguarda le fasce d'età della popolazione il 25,6% era al di sotto dei 18 anni, il 9,4% fra i 18 e i 24, il 24,1% fra i 25 e i 44, il 18,9% fra i 45 e i 64 e infine il 22,0% era al di sopra dei 65 anni di età. L'età media degli abitanti era di 38 anni. Per ogni 100 donne a Seaford si trovavano 77,6 maschi.

## Infrastrutture e trasporti
La U.S. Route 13 è la principale arteria stradale della città, e la percorre da nord verso sud, mentre la principale arteria est-ovest è la Delaware Route 20. La US Route 13 unisce Seaford con Bridgeville a nord e con Laurel a sud come parte della Sussex Highway. La State Route 20 unisce invece Seaford con Millsboro verso est e con la piccola Reliance a ovest.
L'aeroporto più vicino al centro di Seaford è il Wicomico Regional Airport di Salisbury nel Maryland.
Vi sono anche servizi ferroviari a Seaford, e sono due linee: la Norfolk Southern e la Maryland and Delaware Railroad. La Norfolk Southern corre da nord a sud, parallela alla US 13. Essa si incrocia con Maryland and Delaware Railroad proprio a Seaford, la quale inizia più a ovest, da Federalsburg e da Cambridge nel Maryland.

## Educazione
Gli studenti a Seaford possono scegliere fra scuole pubbliche come anche fra scuole private. Seaford ospita la Seaford School District, che serve i ragazzi di Seaford e di Blades. Il distretto include quattro scuole elementari, una scuola media e un high school. La maggiore scuola privata è la Seaford Christian Academy.

## Media

### Radio
L'unica radio con sede a Seaford è WGBG 98.5 FM, che trasmette soltanto entro i confini del comune. Si definisce come BIG Rock (Delmarva's Only Classic Rock Station), e trasmette principalmente musica classic rock.

### Televisione
WDPB-TV 64 è l'unica emittente televisiva con sede a Seaford. Appartiene al circuito WHYY-TV con sede a Philadelphia, ed è affiliata alla PBS.

### Giornali
Seaford è sede di due settimanali, Seaford Star e The Leader & State Register. Seaford Star è una pubblicazione della Morning Star Publications, Inc., mentre The Leader è una testata della Independent Newspapers, Inc. Entrambe le riviste costano 50 centesimi alla copia. The Leader è distribuito ogni settimana con un servizio di consegna a domicilio., mentre il The Seaford Star è sostenuto dagli abbonamenti.